# 鯔形硬頭魚
鯔形硬頭魚(学名：Craterocephalus mugiloides），為輻鰭魚綱銀漢魚目銀漢魚科的其中一種，分布於西澳大利亞至昆士蘭西北部半鹹水及海域，體長可達7公分，為熱帶魚類，棲息在沿海及河口區，成群活動，以甲殼類及橈腳類為食，生活習性不明。